# Бенгт Самуельсон
(Самуельсон)

Бенгт Інгемар Самуельсон (швед. Bengt Ingemar Samuelsson; 21 травня 1934, Гальмстад, Швеція — 7 липня 2024, Стокгольм) — шведський біохімік. Професор Стокгольмського університету з 1967 року. Отримав в 1982 році Нобелівську премію з фізіології або медицини «за відкриття, що стосуються простагландинів і близьких до них біологічно активних речовин» зі Суне Бергстремом та Джоном Вейном.
Досліджуючи метаболізм холестерину і продукти трансформації арахідонової кислоти, Самуельсон відкрив і охарактеризував серед цих продуктів, такі важливі компоненти як простагландини, тромбоксани та лейкотрієни.